# Bande à Fasel
La bande à Fasel est un groupe de criminels suisses, principalement composé de Jacques Fasel, Daniel Bloch et d'un troisième comparse, trois complices se réclamant de l'anarchisme et de la justice sociale.
Cette revendication sociale a valu à Jacques Fasel le surnom de Robin des Bolzes. Un Bolze étant un habitant de la basse ville de Fribourg.

## Histoire
Daniel Bloch rencontre Jacques Fasel en 1977 au pénitencier de Bellechasse où ils sont tous deux incarcérés pour objection de conscience. Arrêté après une première série d’attaques, dont une durant laquelle un convoyeur de fonds est tué, Jacques Fasel s’évade de la prison de Tavel en juin 1979. Il est repris à Genève en décembre 1979. En mai 1981, Daniel Bloch est arrêté à Paris puis extradé vers la Suisse alors que Jacques Fasel s’évade du pénitencier de Bochuz le 26 juillet 1981 en compagnie de cinq autres prisonniers, évitant ainsi de comparaitre à son procès en août 1981. Il est alors condamné à 20 ans de réclusion criminelle. En novembre 1981, le troisième comparse est arrêté à La Grande-Motte puis extradé vers la Suisse. Arrêté à Paris en mars 1982, Jacques Fasel est lui aussi extradé vers la Suisse durant l’automne 1982.  
Le procès des trois hommes se tient en 1985. Daniel Bloch est condamné  à 10 ans et demi de prison, le troisième comparse à 12 ans et demi et Jacques Fasel à 14 ans. En 1986, le tribunal de Fribourg annule le jugement prononcé contre Jacques Fasel et un nouveau procès débouche sur une peine de 12 ans de réclusion à son encontre.  
Au printemps 1987, Daniel Bloch publie un livre intitulé La bande à Fasel : mythe et réalités ? revenant sur son parcours, il est imité à la fin de l'année par Jacques Fasel qui publie l’ouvrage Droit de révolte.
En mars 1988, Jacques Fasel réussit une évasion du pénitencier de Witzwil, dans le canton de Berne. Il est repris à l’automne près de Balaruc-Le-Vieux le 28 septembre 1988 puis extradé vers la Suisse en mai 1989, après avoir été jugé en France pour usage de faux papiers. Sa demande d'asile en France est refusée. 
Jacques Fasel sort de prison le 30 août 1991. 

### Liste des principales attaques attribuées à la bande à Fasel
- Hold-up du Jumbo (supermarché) de Villars-sur-Glâne, le 2 octobre 1978. Un convoyeur de fonds est tué.
- Attaque du bureau de poste de La Coudre (NE), le 6 octobre 1978.
- Attaque du train postal, dans le Val de Travers, le 27 novembre 1978.
- Hold-up de la Poste de Hauterive, le 28 novembre 1978.
- Hold-up de la Banque de l'État de Fribourg Courtepin dans le Canton de Fribourg, le 6 décembre 1979.
- Hold-up de la Poste centrale de Neuchâtel, le 20 décembre 1979. Le groupe s'enfuit avec un bateau sur le lac de Neuchâtel jusqu'à Marin-Epagnier.